# 昂船洲公眾貨物裝卸區
昂船洲公眾貨物裝卸區（英語：Stonecutters Island Public Cargo Working Area，簡稱昂船洲貨物裝卸區）是香港一個公眾貨物裝卸區，位於九龍昂船洲昂運路16號，在昂船洲政府船塢之西、葵青貨櫃碼頭8號碼頭及昂船洲大橋之南。昂船洲公眾貨物裝卸區面積為3.36公頃，長約600米。
昂船洲公眾貨物裝卸區於1999年1月15日啟用，取代荃灣公眾貨物裝卸區。